# Koisuru Velfarre Dance ~Saturday Night~
Singles de MAX
Kiss Me Kiss Me, Baby
(1995)
Singles par Namie Amuro (with Super Monkey's)
Taiyo no Season
(1995) Stop the Music
(1995)
Koisuru Velfarre Dance (恋するヴェルファーレダンス), sous-titré ~Saturday Night~, est le premier single du groupe MAX.

## Présentation
Le single, produit par Max Matsuura, sort le 10 mai 1995 au Japon sous le label avex trax, au format mini-CD de 8 cm de diamètre, alors la norme pour les singles dans ce pays. Il atteint la 91e place du classement des ventes de l'Oricon, et reste classé pendant une semaine. Il restera le single le moins vendu du groupe jusqu'en 2005. Une version promotionnelle est aussi distribuée au format maxi 45 tours vinyle. 
Le single sort alors que le groupe se produit encore en parallèle en tant que Super Monkey's comme groupe de soutien de Namie Amuro, deux semaines seulement après la sortie de leur single commun Taiyo no Season. Il sort pour promouvoir l'ouverture de la discothèque Velfarre de la compagnie Avex, et est alors prévu être le seul disque du groupe, créé à titre temporaire pour cette unique occasion. MAX perdurera finalement à la suite de la décision de lancer Namie Amuro en solo.
Le single ne contient qu'une chanson, une reprise du titre eurobeat européen Saturday Night (en) de Whigfield, adaptée en japonais par Yasushi Akimoto. Elle est utilisée comme thème musical de fin de l'émission TV Quiz Aka Haji Aoi Haji, et bénéficie d'un clip vidéo tourné à l'intérieur du club Velfarre. Elle figurera dans une version remixée ("Hpyper J-Euro Max") sur le premier album de MAX, Maximum qui sortira un an et demi plus tard ; elle ne figurera dans sa version originale (sous-titrée "Raveman Mix" sur le single) que sur sa compilation Precious Collection de 2002. Le single CD contient aussi sa version instrumentale et une autre version remixée ("Nite Mix") ; l'instrumental est absent de la version vinyle.

## Liste des titres
Les paroles japonaises sont de Yasushi Akimoto, la musique de Alfredo Pignagnoli et Davide Riva, les arrangements de Takashi Kimura, et le remix de Randomizer.
| CD    | CD                                                    | CD    | CD | CD | CD | CD | CD | CD | CD |
| No    | Titre                                                 | Durée |    |    |    |    |    |    |    |
| ----- | ----------------------------------------------------- | ----- | -- | -- | -- | -- | -- | -- | -- |
| 1.    | Koisuru Velfarre Dance ~Saturday Night~ (Raveman Mix) | 4:58  |    |    |    |    |    |    |    |
| 2.    | Koisuru Velfarre Dance ~Saturday Night~ (Nite Mix)    | 5:24  |    |    |    |    |    |    |    |
| 3.    | Koisuru Velfarre Dance ~Saturday Night~ (Karaoke)     | 4:56  |    |    |    |    |    |    |    |
| 15:18 |                                                       |       |    |    |    |    |    |    |    |

| Vinyle promotionnel | Vinyle promotionnel                                   | Vinyle promotionnel | Vinyle promotionnel | Vinyle promotionnel | Vinyle promotionnel | Vinyle promotionnel | Vinyle promotionnel | Vinyle promotionnel | Vinyle promotionnel |
| No                  | Titre                                                 | Durée               |                     |                     |                     |                     |                     |                     |                     |
| ------------------- | ----------------------------------------------------- | ------------------- | ------------------- | ------------------- | ------------------- | ------------------- | ------------------- | ------------------- | ------------------- |
| A.                  | Koisuru Velfarre Dance ~Saturday Night~ (Raveman Mix) | 4:55                |                     |                     |                     |                     |                     |                     |                     |
| B.                  | Koisuru Velfarre Dance ~Saturday Night~ (Nite Mix)    | 5:23                |                     |                     |                     |                     |                     |                     |                     |
| 10:18               |                                                       |                     |                     |                     |                     |                     |                     |                     |                     |